# Třída Moudž
Třída Moudž je třída fregat stavěných pro íránské námořnictvo. Mezi úkoly plavidla patří hlídkování, ničení hladinových, vzdušných cílů a ponorek. Fregaty třídy Moudž jsou první íránské válečné lodě vybavené vrtulníkem. Do roku 2021 bylo dokončeno či rozestavěno sedm jednotek této třídy. Prototyp je ve službě od roku 2010. Druhá jednotka se roku 2018 potopila v bouři.
Nejednotná je klasifikace plavidel této třídy. Íránské námořnictvo je z propagandistických důvodů oficiálně klasifikuje jako torpédoborce, což jsou plavidla s mnohem větším výtlakem a bojovými schopnostmi, než odpovídá třídě Moudž. Ta vzhledem ke svému výtlaku a výzbroji patří spíše mezi lehké fregaty, či dokonce korvety.

## Stavba
Třída Moudž byla íránským průmyslem vyvinuta na základě starších íránských lehkých fregat třídy Alvand, což je britský typ Vosper Mk.5 původem ze 60. let 20. století. Prototypová jednotka Džamárán byla postavena v Bandar Abbásu v letech 2007–2010. Druhá jednotka Damávand byla postavena v Bandar-e-Anzali. Do služby vstoupila v roce 2015.
Jednotky třídy Moudž:
| Jméno                | Založení kýlu | Spuštěna    | Vstup do služby    | Základna                       | Status |
| -------------------- | ------------- | ----------- | ------------------ | ------------------------------ | --- |
| Džamárán (76)        | 2006          | únor 2010   | 19. února 2010     | Bandar Abbás, Perský záliv     | Aktivní. |
| Damávand (77)        | únor 2010     | březen 2013 | 9. března 2015     | Bandar-e-Anzali, Kaspické moře | Dne 10. ledna 2018 za bouře ztroskotala na betonovém vlnolamu u přístavu Bandar-e-Anzali.                                             |
| Sahand (74)          |               | 2012        | 1. prosince 2018   | Bandar Abbás, Perský záliv     | V červenci 2024 se převrátila během oprav v Bandar Abbásu.                                                                            |
| Dena (75)            |               |             | 14. června 2021    | Bandar Abbás, Perský záliv     | Aktivní. |
| Dejlamán (78)        |               |             | 27. listopadu 2023 | Bandar-e-Anzali, Kaspické moře | Aktivní. |
| Shiraz (ex Talayieh) |               |             |                    |                                | Dne 6. prosince 2021 se rozestavěná fregata Talayieh převrátila v doku v Bandar Abbásu. Opravována a dokončována je pod jiným jménem. |
| Taftan               |               |             |                    |                                | ve stavbě |

## Konstrukce

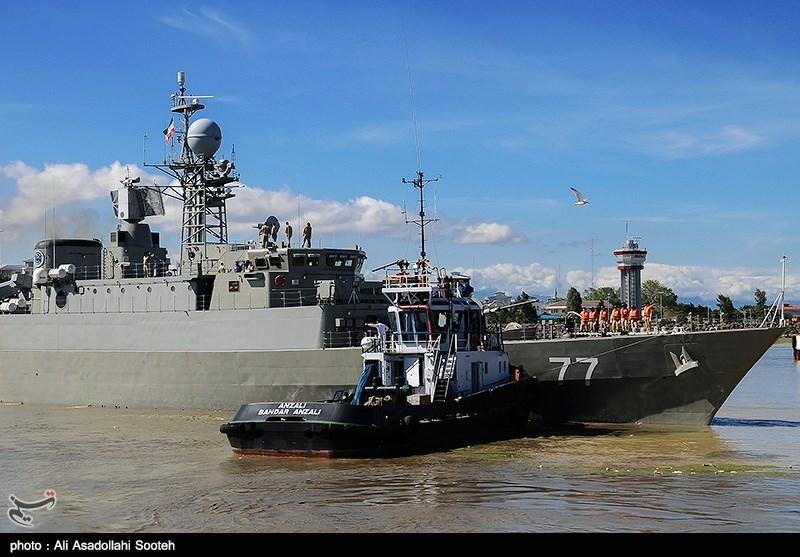
Druhá jednotka Damávand (77) se roku 2018 potopila

Druhá jednotka Damávand má oproti té první mírně odlišnou výzbroj a vylepšenou elektroniku. Hlavňovou výzbroj tvoří jeden 76mm kanón Fadžr-27, jeden 40mm kanón a dva 23mm kanóny. Údernou výzbroj tvoří čtyři protilodní střely Qader (varianta čínských střel C-802). K ničení vzdušných cílů slouží dvě protiletadlové řízené střely Mehrab (kopie amerických SM-1MR) umístěné před můstkem. Plavidlo dále nese dva 324mm protiponorkové torpédomety. Na zádi se nachází přistávací paluba pro lehký protiponorkový vrtulník AB.212. Pohonný systém tvoří dva diesely. Lodní šrouby jsou dva. Nejvyšší rychlost je 30 uzlů.
Třetí jednotka Sahand se odlišuje odlišně tvarovanou nástavbou. Čtvrtá jednotka Dena bude vybavena vertikálními vypouštěcími sily.

## Služba

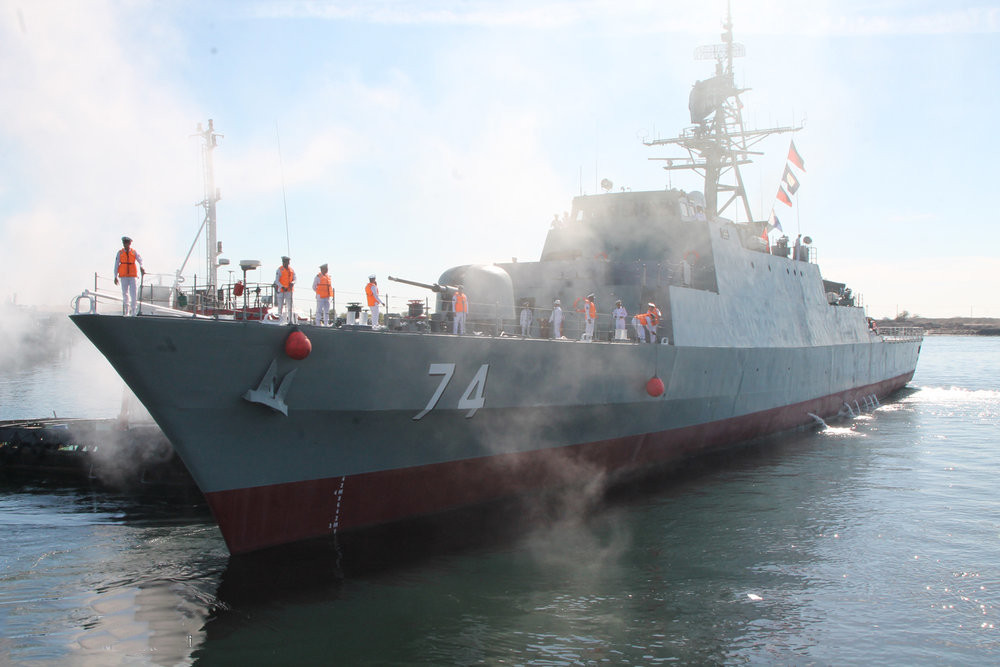
Třetí jednotka Sahand (74) má jinak tvarované nástavby

Fregata Damávand dne 10. ledna 2018 ztroskotala na betonovém vlnolamu. Stalo se to, když během bouřky vplouvala do přístavu Bandar-e-Anzali. Poškození plavidla je vážné.